# Ишнодерма смолистая
Ишноде́рма смоли́стая (лат. Ischnoderma resinosum) — вид грибов, включённый в род Ишнодерма (Ischnoderma) семейства Ишнодермовые (Ischnodermataceae). Типовой вид рода.

## Описание
Плодовые тела однолетние, половинчатой языковидной формы, иногда с зачаточной ножкой, одиночные, иногда в черепитчатых группах. Молодые грибы мясистые и сочные, взрослые — жёсткие, хрупкие. Шляпка с бархатистой верхней поверхностью, с возрастом шершаво-морщинистой, с блестящей смолистой тёмно-коричневой коркой; край шляпки подвёрнут, беловатый.
Мякоть в молодости мягкая, волокнистая, белая, красновато-кремовая, затем — деревянистая, с возрастом темнеющая до буроватой только близ зачаточной ножки.
Гименофор с беловатыми или красновато-розовыми трубочками, при прикосновении буреющими. Поры округлые или угловатые, до пяти на 1 мм.
Гифальная система димитическая. Генеративные гифы тонкостенные, в корке шляпки утолщённые, с пряжками; скелетные — толстостенные или вовсе сплошные, без пряжек. Базидии четырёхспоровые, 10—18×4—6 мкм. Споры белые в массе, цилиндрические, 5—7×2—2,5 мкм. Цистиды отсутствуют.
Вызывает белую гниль.

## Экология, ареал
Приурочен к лиственным породам, наиболее часто встречается на буке, также на липе, берёзе, реже — на клёне, ольхе, осине.
Широко распространённый в широколиственной зоне Северного полушария вид — произрастает в Европе, Азии и Северной Америке.

## Таксономия и систематика
Ишнодерма смолистая нередко объединяется с близким видом ишнодермой смолисто-пахучей. Достаточно чёткие отличия между ними — заметно темнеющая к старости мякоть грибов ишнодермы смолисто-пахучей, произрастающей на древесине хвойных, в то время как у смолистой мякоть всегда остаётся кремовой, и приурочен этот вид почти исключительно к лиственным породам.

### Синонимы
- Boletus fuliginosus Scop., 1772
- Boletus resinosus Schrad., 1794 : Fr., 1821basionym
- Cladomeris fuliginosa (Scop.) Quél., 1886
- Fomes fuliginosus (Scop.) Cooke, 1885
- Fomes resinosus (Schrad.) Bigeard & H.Guill., 1913
- Fomitopsis resinosa (Schrad.) Rauschert, 1990
- Ischnoderma fuliginosum (Scop.) Murrill, 1904
- Ischnoderma resinosum f. aporum Pilát, 1937
- Ochroporus resinosus (Schrad.) J.Schröt., 1888
- Placodes resinosus (Schrad.) Quél., 1886
- Polyporus fuliginosus (Scop.) Fr., 1838
- Polyporus resinosus (Schrad.) Fr., 1821
- Polyporus resinosus var. incurvus Peck, 1897
- Scindalma fuliginosum (Scop.) Kuntze, 1898
- Ungulina fuliginosa (Scop.) Pat., 1900